# 100% NL
100% NL est une station de radio musicale privée néerlandaise créée le 8 juillet 2006. Son siège social est situé à Naarden.
Sa programmation musicale est concentrée sur la musique pop, et plus précisément les productions néerlandaises ; néerlandophones ou dans une autre langue. La station diffuse en outre certains succès d'artistes étrangers en plus de la musique néerlandaise, où aucun artiste, musicien ou producteur néerlandais n'a été impliqué dans la production.

## Identité visuelle

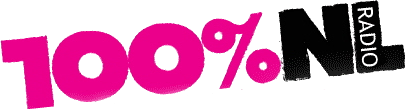
Logo de 100% NL du 8 juillet 2006 au 27 octobre 2008
Logo de 100% NL du 27 octobre 2008 au 31 août 2015
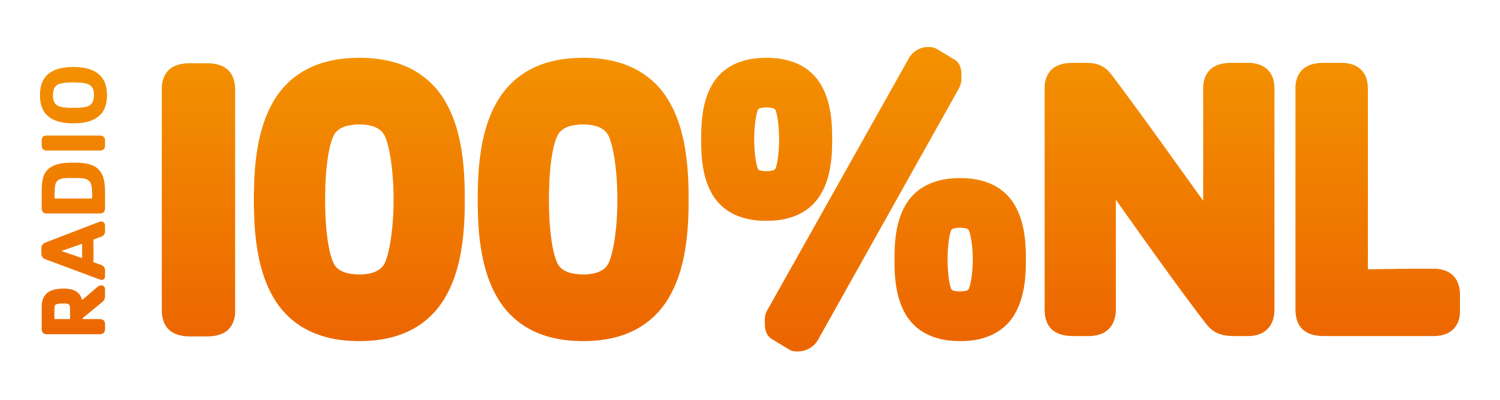
Logo de 100% NL du 31 août 2015 au 14 janvier 2019
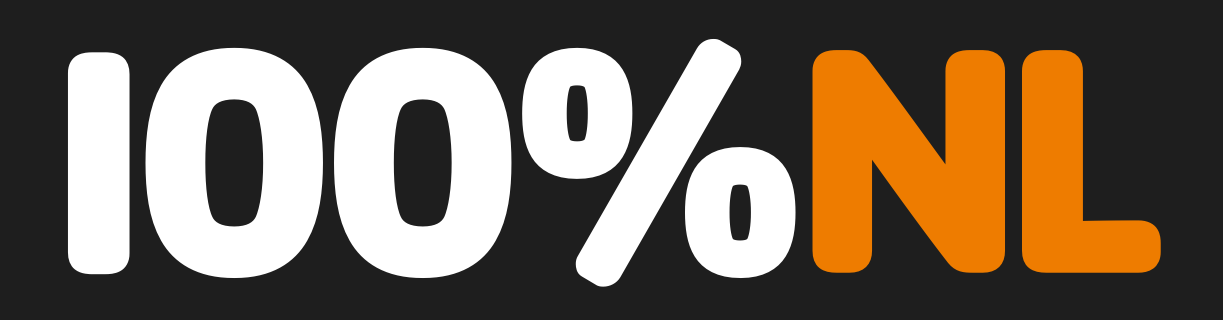
Logo de 100% NL depuis le 14 janvier 2019

## Diffusion
100% NL peut être capté, sur la bande FM, à l'échelle nationale des Pays-Bas et près de la frontière néerlandaise en Belgique et en Allemagne. 100% NL est également diffusé en radiodiffusion numérique (DAB+) et sur Internet en flux.